# FIVB Volleyball Challenger Cup 2022 (herrar)
FIVB Volleyball Challenger Cup 2022 spelades 28 till 31 juli 2022  Seoul, Sydkorea. I turneringen deltog åtta landslag. Kuba vann turneringen för första gången genom att besegra Turkiet i finalen och kvalificerade sig därigenom för FIVB Volleyball Nations League 2023. 
Tävlingen genomfördes i cupformat där varje möte bestod av en direkt avgörande match. Lagen seedades baserat på deras placering på FIVB:s världsranking.

## Arenor
|                                                                      |  |  |
|                                                                      |  |  |
| Jamsil Students' Gymnasium Stad: Seoul Kapacitet: 7 500 Öppnad: 1976 |  |  |

## Deltagande lag
| Lag             | Turnering                           | Deltog senast                  |
| --------------- | ----------------------------------- | ------------------------------ |
| Australien (38) | 16:e Volleyball Nations League 2022 | Debut                          |
| Chile (27)      | CSV-ranking                         | Volleyball Challenger Cup 2019 |
| Sydkorea        | Värdland                            | Debut                          |
| Kuba (13)       | NORCECA-ranking                     | Volleyball Challenger Cup 2019 |
| Qatar (21)      | AVC-ranking                         | Debut                          |
| Tjeckien (24)   | 1:a European Golden League 2022     | Volleyball Challenger Cup 2018 |
| Tunisien (15)   | CAVB-ranking                        | Debut                          |
| Turkiet (17)    | 1:a European Golden League 2021     | Volleyball Challenger Cup 2019 |

Anmärkningar
1. ↑  Placering på FIVB:s världsranking 3 juli 2022 inom parentes.
2. ↑  Nedflyttade.

## Turneringen
|  | Kvartsfinaler | Kvartsfinaler |          |          | Semifinaler | Semifinaler |          |                     | Final               | Final |  |
|  |               |               |          |          |             |             |          |                     |                     |       |  |
|  | Sydkorea      | 3             |          |          |             |             |          |                     |                     |       |  |
|  | Sydkorea      | 3             |          |          |             |             |          |                     |                     |       |  |
|  | Australien    | 0             |          |          |             |             |          |                     |                     |       |  |
|  | Australien    | 0             |          | Sydkorea | 0           |             |          |                     |                     |       |  |
|  |               |               |          | Sydkorea | 0           |             |          |                     |                     |       |  |
|  |               |               | Turkiet  | 3        |             |             |          |                     |                     |       |  |
|  | Turkiet       | 3             | Turkiet  | 3        |             |             |          |                     |                     |       |  |
|  | Turkiet       | 3             |          |          |             |             |          |                     |                     |       |  |
|  | Qatar         | 0             |          |          |             |             |          |                     |                     |       |  |
|  | Qatar         | 0             |          | Turkiet  | 1           |             |          |                     |                     |       |  |
|  |               |               |          |          |             |             |          |                     |                     |       |  |
|  |               |               | Kuba     | 3        |             |             |          |                     |                     |       |  |
|  | Kuba          | 3             | Kuba     | 3        |             |             |          |                     |                     |       |  |
|  | Kuba          | 3             |          |          |             |             |          |                     |                     |       |  |
|  | Chile         | 0             |          |          |             |             |          |                     |                     |       |  |
|  | Chile         | 0             |          | Kuba     | 3           |             |          | Match om tredjepris | Match om tredjepris |       |  |
|  |               |               |          | Kuba     | 3           |             |          |                     |                     |       |  |
|  |               |               | Tjeckien | 0        |             |             |          |                     |                     |       |  |
|  | Tunisien      | 1             | Tjeckien | 0        |             |             | Tjeckien | 2                   |                     |       |  |
|  | Tunisien      | 1             |          |          |             |             | Tjeckien | 2                   |                     |       |  |
|  | Tjeckien      | 3             |          |          | Sydkorea    | 3           |          |                     |                     |       |  |

### Kvartsfinaler
| 28 juli 2022 Jamsil Students' Gymnasium, Seoul Speltid: 1:17 - Åskådare: 950   | Kuba     | 3 - 0 | Chile      | 25-20, 25-19, 25-19               |
| 28 juli 2022 Jamsil Students' Gymnasium, Seoul Speltid: 2:02 - Åskådare: 4 200 | Sydkorea | 3 - 2 | Australien | 23-25, 25-23, 25-18, 22-25, 15-13 |
| 29 juli 2022 Jamsil Students' Gymnasium, Seoul Speltid: 1:46 - Åskådare: 350   | Turkiet  | 3 - 1 | Qatar      | 25-23, 25-16, 22-25, 25-15        |
| 29 juli 2022 Jamsil Students' Gymnasium, Seoul Speltid: 1:47 - Åskådare: 300   | Tunisien | 1 - 3 | Tjeckien   | 16-25, 25-17, 26-28, 16-25        |

### Semifinaler
| 30 juli 2022 Jamsil Students' Gymnasium, Seoul Speltid: 1:08 - Åskådare: 450   | Kuba     | 3 - 0 | Tjeckien | 25-22, 25-18, 25-18 |
| 30 juli 2022 Jamsil Students' Gymnasium, Seoul Speltid: 1:28 - Åskådare: 4 150 | Sydkorea | 0 - 3 | Turkiet  | 24-26, 21-25, 22-25 |

### Match om tredjepris
| 31 juli 2022 Jamsil Students' Gymnasium, Seoul Speltid: 2:15 - Åskådare: 3 350 | Tjeckien | 2 - 3 | Sydkorea | 19-25, 16-25, 26-24, 25-23, 20-22 |

### Final
| 31 juli 2022 Jamsil Students' Gymnasium, Seoul Speltid: 1:44 - Åskådare: 450 | Kuba | 3 - 1 | Turkiet | 25-17, 23-25, 25-20, 25-20 |

## Slutplaceringar
| Pos | Lag        | Kvalificerade för              |
| --- | ---------- | ------------------------------ |
|     | Kuba       | Volleyball Nations League 2023 |
|     | Turkiet    |                                |
|     | Sydkorea   |                                |
| 4.  | Tjeckien   |                                |
| 5.  | Australien |                                |
| 6.  | Tunisien   |                                |
| 7.  | Qatar      |                                |
| 8.  | Chile      |                                |

## Statistik
| Vunna poäng | Vunna poäng        | Vunna poäng | Vunna poäng |
| Pos.        | Namn               | Poäng       | Lag         |
| ----------- | ------------------ | ----------- | ----------- |
| 1           | Adis Lagumdžija    | 64          | Turkiet     |
| 2           | Heo Su-bong        | 62          | Sydkorea    |
| 3           | Miguel Ángel López | 50          | Kuba        |
| 4           | Jesús Herrera      | 49          | Kuba        |
| 5           | Marek Šotola       | 43          | Tjeckien    |

| Vunna attacker | Vunna attacker     | Vunna attacker | Vunna attacker |
| Pos.           | Namn               | Poäng          | Lag            |
| -------------- | ------------------ | -------------- | -------------- |
| 1              | Heo Su-bong        | 54             | Sydkorea       |
| 2              | Adis Lagumdžija    | 51             | Turkiet        |
| 3              | Marek Šotola       | 39             | Tjeckien       |
| 4              | Jesús Herrera      | 38             | Kuba           |
| 5              | Miguel Ángel López | 37             | Kuba           |

| Vunna block | Vunna block        | Vunna block | Vunna block |
| Pos.        | Namn               | Poäng       | Lag         |
| ----------- | ------------------ | ----------- | ----------- |
| 1           | Faik Güneş         | 10          | Turkiet     |
| 2           | Adis Lagumdžija    | 8           | Turkiet     |
| 3           | Miguel Ángel López | 7           | Kuba        |
| 4           | Choi Min-ho        | 6           | Sydkorea    |
| 4           | Adam Zajíček       | 6           | Tjeckien    |
| 4           | Jesús Herrera      | 6           | Kuba        |
| 4           | Roamy Alonso       | 6           | Kuba        |

| Serveess | Serveess           | Serveess | Serveess |
| Pos.     | Namn               | Poäng    | Lag      |
| -------- | ------------------ | -------- | -------- |
| 1        | Osniel Melgarejo   | 6        | Kuba     |
| 1        | Miguel Ángel López | 6        | Kuba     |
| 3        | Heo Su-bong        | 5        | Sydkorea |
| 3        | Adis Lagumdžija    | 5        | Turkiet  |
| 3        | Jesús Herrera      | 5        | Kuba     |